# Alpina D10
Der Alpina D10 ist ein Fahrzeug von Alpina Burkard Bovensiepen. Er ist deren erstes Fahrzeug mit einem Dieselmotor. Gebaut wurde der D10 von April 2000 bis Oktober 2003 auf Basis des BMW E39 als Limousine wie auch als Kombi („Touring“). Insgesamt entstanden 239 Exemplare.

## Erscheinungsbild und Technik
Äußerlich gleicht der D10 den Alpina-Fahrzeugen mit Ottomotor auf E39-Basis. Er hat 18-Zoll-Räder (auf Wunsch 19 Zoll) mit Michelin-Pilot-Reifen der Dimension 235/40 vorn und 265/35 hinten. Die beim E39 serienmäßige Frontschürze wurde getauscht und bei den Limousinen war auf Wunsch eine Abrisskante am Heck erhältlich. Der Innenraum wurde umgebaut.
Der 2,9-Liter-M57-Motor des E39 wurde umfassend modifiziert, so wurden zwei parallel geschaltete Turbolader mit verstellbaren Leitschaufeln, ein Behr-Ladeluftkühler, andere Leichtmetall-Kolben und ein Common-Rail-Einspritzsystem von Bosch mit einem Systemdruck von bis zu 160 MPa eingebaut. Die Leistung wurde so von 135 kW auf 180 kW gesteigert. Angeboten wurden zwei Getriebe, ein handgeschaltetes Getrag-Sechsganggetriebe oder ein Fünfgangwandlergetriebe von ZF.

## Technische Daten
| Kennwerte                      | D10 Limousine                        | D10 Touring                          |
| ------------------------------ | ------------------------------------ | ------------------------------------ |
| Produktionszeitraum            | 04/2000 – 10/2003                    | 04/2000 – 10/2003                    |
| Motortype                      | G1                                   | G1                                   |
| Motorart                       | Dieselmotor                          | Dieselmotor                          |
| Motorbauart                    | R6                                   | R6                                   |
| Motoraufladung                 | Biturbo                              | Biturbo                              |
| Gemischaufbereitung            | Common-Rail-Einspritzung             | Common-Rail-Einspritzung             |
| Hubraum                        | 2926 cm3                             | 2926 cm3                             |
| Nennleistung                   | 180 kW bei 3500 min−1                | 180 kW bei 3500 min−1                |
| max. Drehmoment                | 500 Nm bei 1800 min−1 bis 3000 min−1 | 500 Nm bei 1800 min−1 bis 3000 min−1 |
| Beschleunigung 0–100 km/h      | 7,2 s                                | 7,5 s                                |
| Höchstgeschwindigkeit          | 254 km/h                             | 251 km/h                             |
| Kraftstoffverbrauch, außerorts | 6,1 l/100 km                         | 6,3 l/100 km                         |
| Kraftstoffverbrauch, innerorts | 9,9 l/100 km                         | 10,1 l/100 km                        |
| Kraftstoffverbrauch, gesamt    | 7,5 l/100 km                         | 7,7 l/100 km                         |
| Quelle                         | [ 1 ]                                | [ 1 ]                                |